# Vedovica
Vedovica je naseljeno mjesto u sastavu općine Bosanski Novi, Republika Srpska, BiH.

## Stanovništvo
| Vedovica           |             |
| godina popisa      | 1991.       |
| Srbi               | 57 (95,23%) |
| Hrvati             | 0           |
| Muslimani          | 0           |
| Jugoslaveni        | 0           |
| ostali i nepoznato | 0           |
| ukupno             | 57          |